# Le Rose Bonbon
 (décembre 2022).
Pour les articles homonymes, voir Rose bonbon.

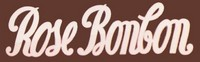
Logo du club

Le Rose Bonbon était un club parisien qui était sous l'Olympia, et donnait dans les sous-sols de la salle, au 6, rue de Caumartin dans le 9e arrondissement. Le Rose Bonbon a marqué l'histoire du rock français entre 1978 et 1984[réf. nécessaire].

## Histoire
Le Rose Bonbon est créé le 19 octobre 1978 par Marc Barrière et Jacky"Bouffy" Pourpre. L'ouverture se fait avec Starshooter devant plus de 500 personnes et pratiquement sans aucune publicité Le succès est immédiat et le club devient, avec le Gibus et le Golf-Drouot, le point de passage obligé de nombreux groupes de rock français et anglo-saxons. Plusieurs émissions des Enfants du Rock furent enregistrées par Antoine de Caunes et Philippe Manœuvre au Rose Bonbon.

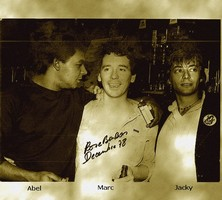
Marc Barriére, Jacky Pourpre et Abel N au Rose Bonbon en décembre 1978

Du 1er juillet au 3 juillet 78 puis du 9 juillet au 11 juillet 78 Marc Barrière et Jacky Pourpre produisent et organisent à l'Olympia la 1ére édition du festival Le rock d'ici (30 groupes) Pathé marconi - C 066 14 658 / EMI (la 2éme édition du 29 juin au 4 juillet 82 (34 groupes) Le lundi 10 juillet, lors de la fameuse nuit punk (dite new wave sur l'affiche) ils réalisent la plus grosse affluence de dernière minute pour un concert à l'Olympia : 20 locations seulement à 18h et 1850 entrées à 20h, record sans doute jamais égalé à ce jour, où pas moins de sept groupes se succèdent jusqu'à 5 h du matin : Starshooter, Metal Urbain, Asphalt Jungle. Stinky Toys, Electric Callas, les Lou's, les Guilty Razors  La particularité du Rose Bonbon est d'offrir une scène permanente (7 jours sur 7) à de jeunes groupes, tout styles confondus. Environ 500 groupes de rock français et étrangers se produisent en concert sur la scène du Rose Bonbon entre 1978 et 1984, entre autres, Jacques Higelin dans sa période rock, Good time charley Band, Jean-Pierre Kalfon, Taxi Girl, Indochine, Trust, les Rita Mitsouko, Axel Bauer, les Tokow Boys (futur Luna Parker), Oberkampf, Marquis de Sade, Les Avions, The Cramps, Ultravox, Lili Drop, Bijou, Aktion Kraft, Extraballe, The Comateens, Dr Feelgood, Mori et les iguanes,... Angus Young, le guitariste du groupe AC/DC y fait sa seule jam en dehors de l'Australie. 1981 est une période très faste qui voit l'éclosion de groupes majeurs comme Indochine ou Rita Mitsouko entre autres. Trois DJ se succèdent entre 1978 et 1984 : Abel Smith, Jean-Michel Canitrot, Philippe de Zertucha.

## Discographie
- Rose Bonbon - Open all night - Le Maquis / Naïve (2002)
- Le rock d'ici à l'Olympia (1978) LP Pathé marconi

== Liens externes ==